# Beaver River (biflöde till Liard River)
Beaver River är ett vattendrag i Kanada.   Det rinner upp i Yukon och mynnar ut i Liard River i provinsen British Columbia, i den centrala delen av landet, 3 500 km väster om huvudstaden Ottawa.
I omgivningarna runt Beaver River växer i huvudsak blandskog. Trakten runt Beaver River är nära nog obefolkad, med mindre än två invånare per kvadratkilometer.